# Jochgrabenberg
Der Jochgrabenberg ist mit 645 m ü. A. der höchste Punkt im Gemeindegebiet von Pressbaum in Niederösterreich. Über den Gipfel verläuft der östlichste Abschnitt des Alpenhauptkamms.
1891 wurde vom Österreichischen Touristenklub am Gipfel die insgesamt 18 Meter hohe Wienerwaldwarte errichtet und am 11. Oktober 1891 feierlich eröffnet, sie existierte bis etwa Mitte des 20. Jahrhunderts.
Auf dem Gipfel befindet sich seither der Sender Jochgrabenberg, der mit dem Sender Kahlenberg zusammengeschaltet ist.
Knapp südlich des Gipfels verläuft der Voralpenweg, über den der Jochgrabenberg vom Bahnhof Rekawinkel aus öffentlich erreichbar ist.

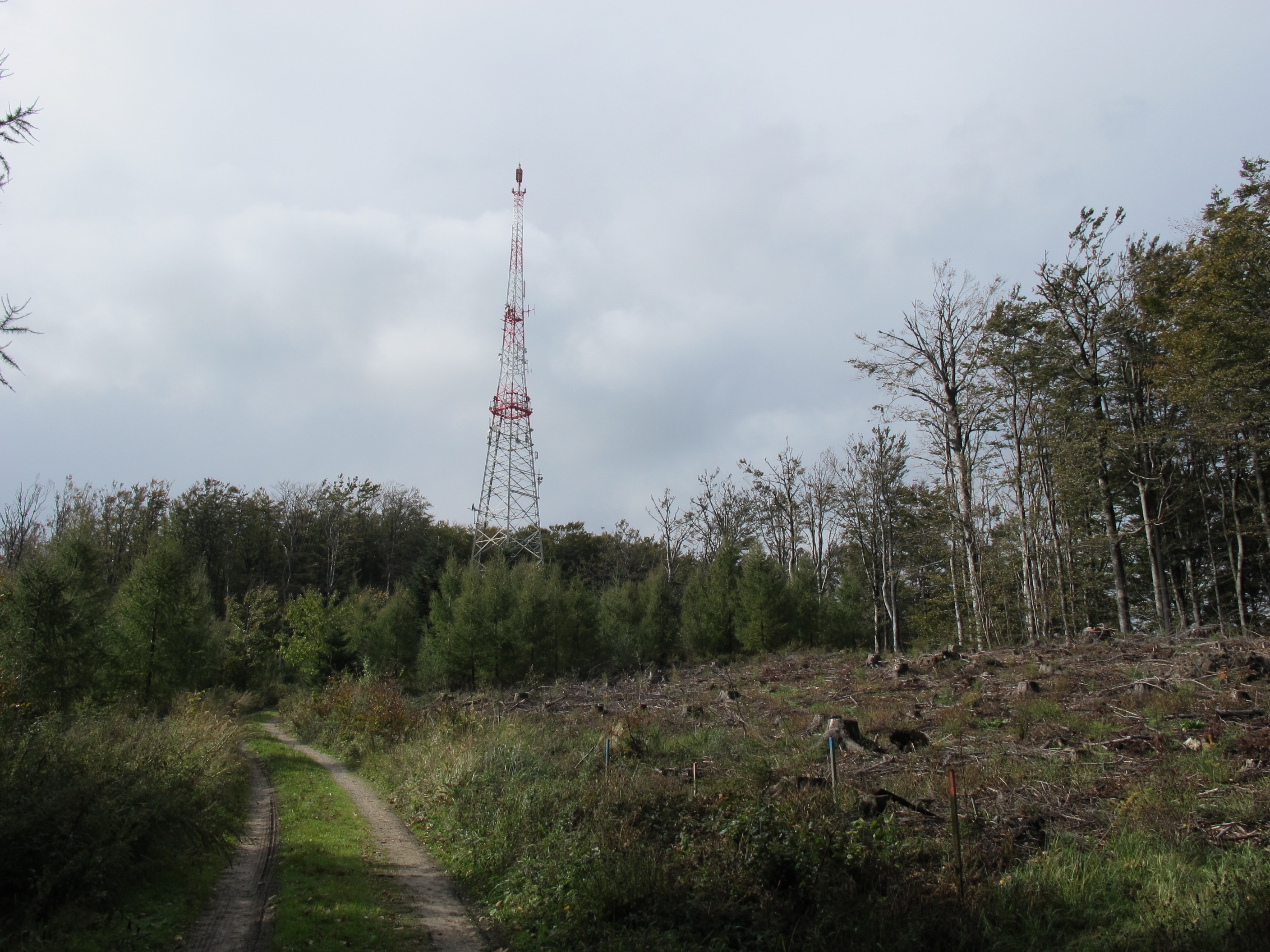
Sender Jochgrabenberg von Osten gesehen
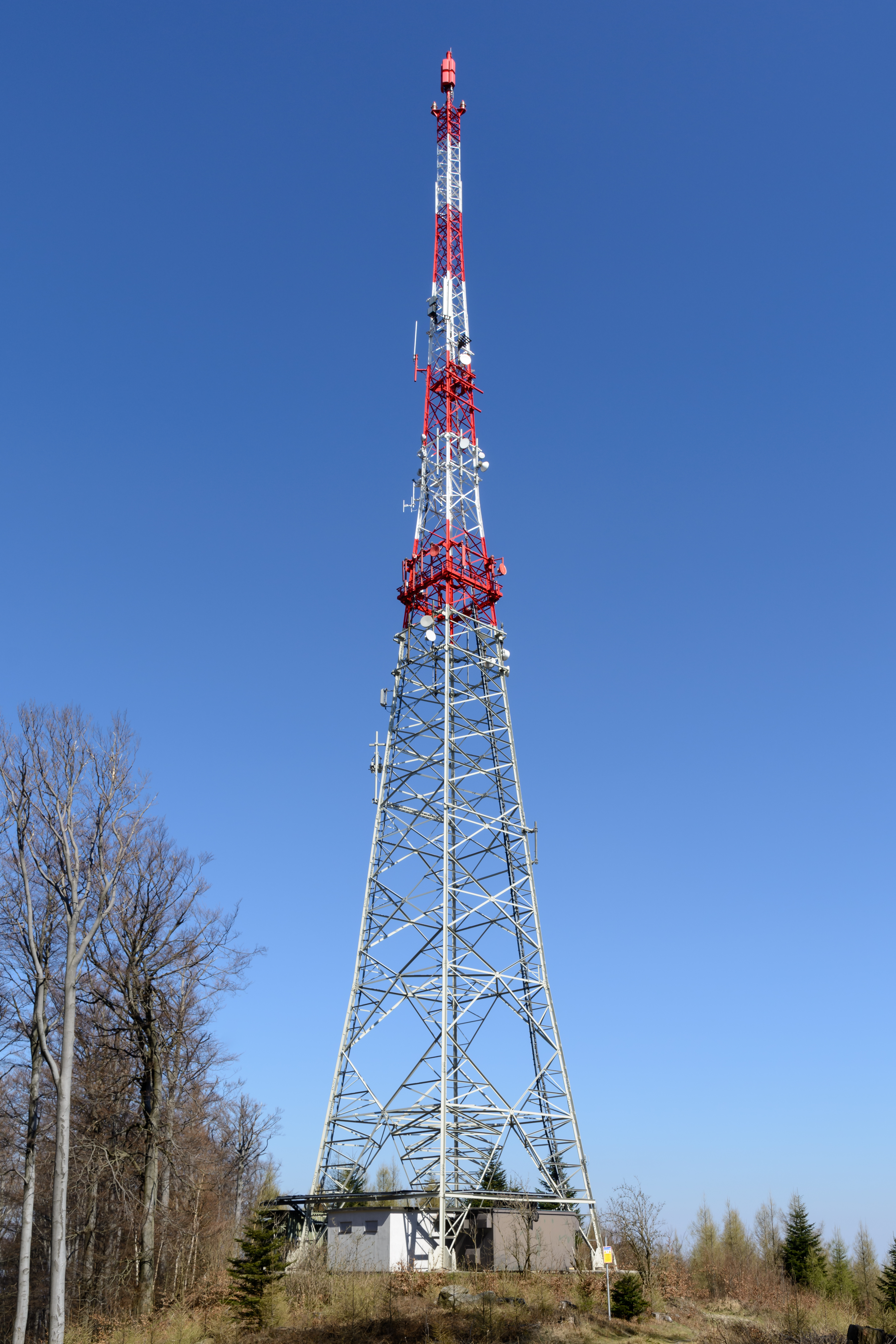
Sender Jochgrabenberg von Süden gesehen
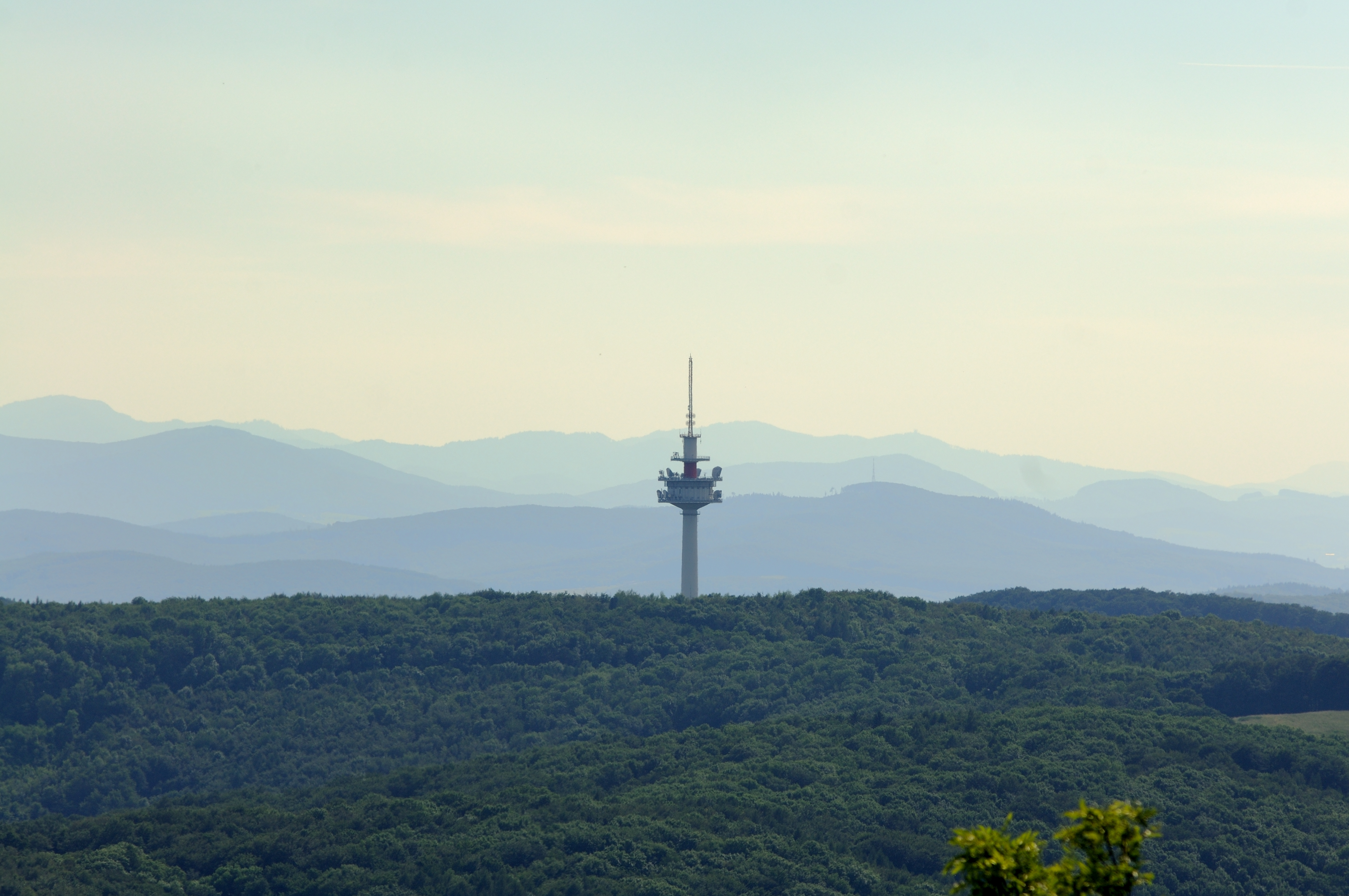
Jochgrabenberg rechts hinter dem Richtfunkturm Exelberg, vom Hermannskogel aus gesehen, dahinter der Schöpfl (links) und die westlichen Gutensteiner Alpen